# 故鄉公園站

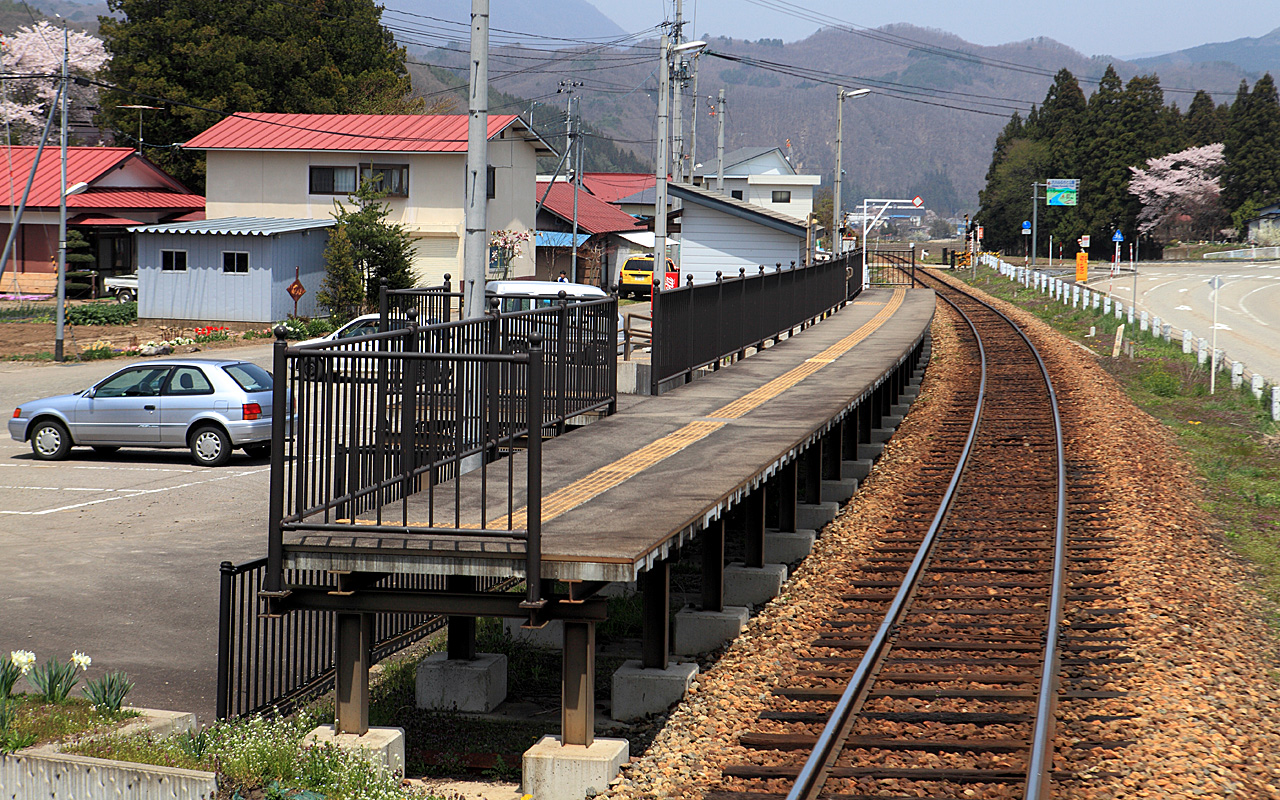
車站全景

故鄉公園站（日语：／ Furusato-kōen eki */?）是位於福島縣南會津郡下鄉町大字澤田字下澤田甲2082番5號，會津鐵道的會津線車站。

## 歷史
- 2002年（平成14年）8月29日 - 車站啟用[1]。

## 車站構造
此站是地面車站，設有1面1線的單式月台。此站是無人車站。

## 使用狀況
在2015年度的1日平起乘車人次為14人。
| 乘車人員變化 | 乘車人員變化 |
| 年度         | 1日平均人次  |
| ------------ | ------------ |
| 2003         | 14           |
| 2004         | 19           |
| 2005         | 19           |
| 2006         | 19           |
| 2007         | 14           |
| 2008         | 11           |
| 2009         | 8            |
| 2010         | 19           |
| 2011         | 16           |
| 2012         | 19           |
| 2013         | 14           |
| 2014         | 11           |
| 2015         | 14           |

## 車站周邊
- 大川故鄉公園
- 國道121號（日语：国道121号）
- 福島縣道347號高陦田島線（日语：福島県道347号高陦田島線）

## 相鄰車站
會津鐵道
■會津線
□快速「接力號」
通過
□快速「AIZU山特快」、■普通（包含「接力號」）
會津下鄉－故鄉公園－養鱒公園

## 注腳
1. 1 2  . RAIL FAN (鐵道友之會). 2002-11-01, 49 (11): 24 （日语）.
2. ↑  第131回福島県統計年鑑 （页面存档备份，存于）（日語）

## 外部連結
- 故鄉公園站（日語）